# Jean Artaud
Pour les articles homonymes, voir Artaud.
Jean Artaud ou Artaudi, issu d’une famille provençale qui possédait la seigneurie de Venelles près d’Aix-en-Provence, fut évêque de Nice de 1329 à 1334, puis évêque de Marseille de 1334 à 1335.

## Biographie
Par sa mère Jean Artaud était le neveu de Pierre de Lamanon ou d’Alamanon qui appartenait à l’ordre des prêcheurs et fut évêque de Sisteron de 1292 à 1304. Jean Artaud se fit dominicain, devint prieur du couvent de Saint-Maximin puis évêque de Nice en 1329 et enfin évêque de Marseille en 1334. Il ne résida que très rarement dans cette ville car le pape Jean XXII lui confia une mission de médiation pour mettre un terme à la guerre entre le Comte de Flandre et le duc de Brabant qui se disputaient la ville de Malines. Il partit le 8 mars 1334 avec l’évêque de Saint-Paul-Trois-Châteaux et arriva à Amiens le 14 avril 1334 où il tint conseil. Les deux nonces du pape firent en sorte que la ville de Malines resta indivise entre les deux princes.
De retour à Avignon en octobre 1334, il rentre ensuite à Marseille. Malade, il se rendit au couvent de Saint-Maximin où il mourut en 1335. Il voulut être enterré dans l’église des frères Prêcheurs à Aix-en-Provence au pied de la tombe de son oncle Pierre de Lamanon, évêque de Sisteron.